# Pilar (yate)
Pilar es el yate de pesca de Ernest Hemingway, actualmente exhibido en la antigua cancha de tenis de su casa museo en Finca La Vigía, en La Habana, Cuba.
Tiene una eslora de 38 pies (11,6 m). Fue comprado en abril de 1934 al astillero Wheeler en Brooklyn, Nueva York, por 7.495 dólares estadounidenses. «Pilar» era el apodo de la segunda mujer de Hemingway, Pauline, como también el nombre de la jefe del grupo partisano de su novela Por quién doblan las campanas de 1940, sobre la Guerra civil española. Hemingway salía a pescar regularmente con el yate desde Cayo Hueso, Florida, Cayos Marquesas y en la corriente del Golfo frente a las costas cubanas. Realizó con éste tres viajes a las islas Bimini, donde sus actividades de pesca, consumo de alcohol y peleas terminaron por llamar la atención de los pobladores de las mismas, y hoy forman parte del anecdotario popular de aquéllas. Además de sus salidas para pescar en el Pilar, Hemingway colaboró con algunas investigaciones científicas, entre las que se destaca la colaboración con el Instituto Smithsoniano. Muchos de los libros de Hemingway tomaron su inspiración del tiempo que pasó navegando en el buque, siendo los más reconocidos, El viejo y el mar (1953) e Islas a la deriva (1970). La Playa Pilar en Cayo Guillermo fue nombrada por el yate. Una pequeña réplica del mismo puede ser vista  en la apertura y otras escenas de la película Hemingway & Gellhorn de 2012.

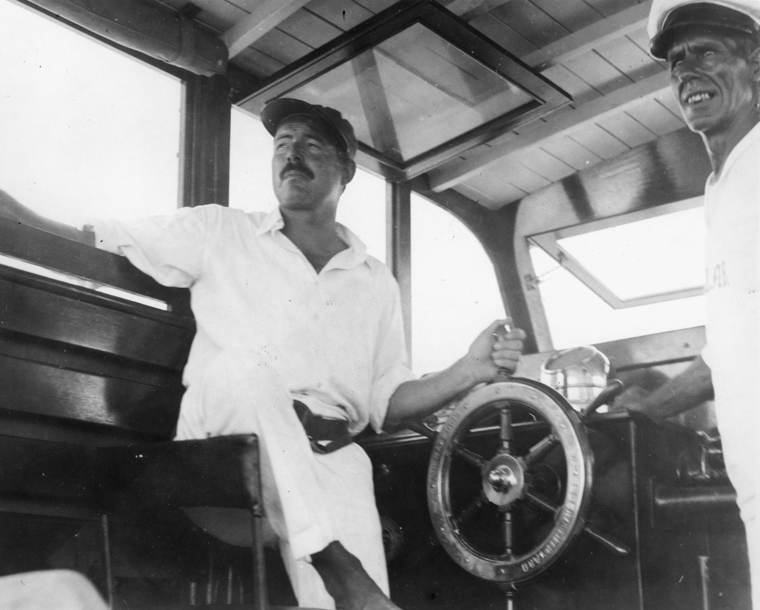
Ernest Hemingway junto con Carlos Gutiérrez a bordo del Pilar.

## Adquisición

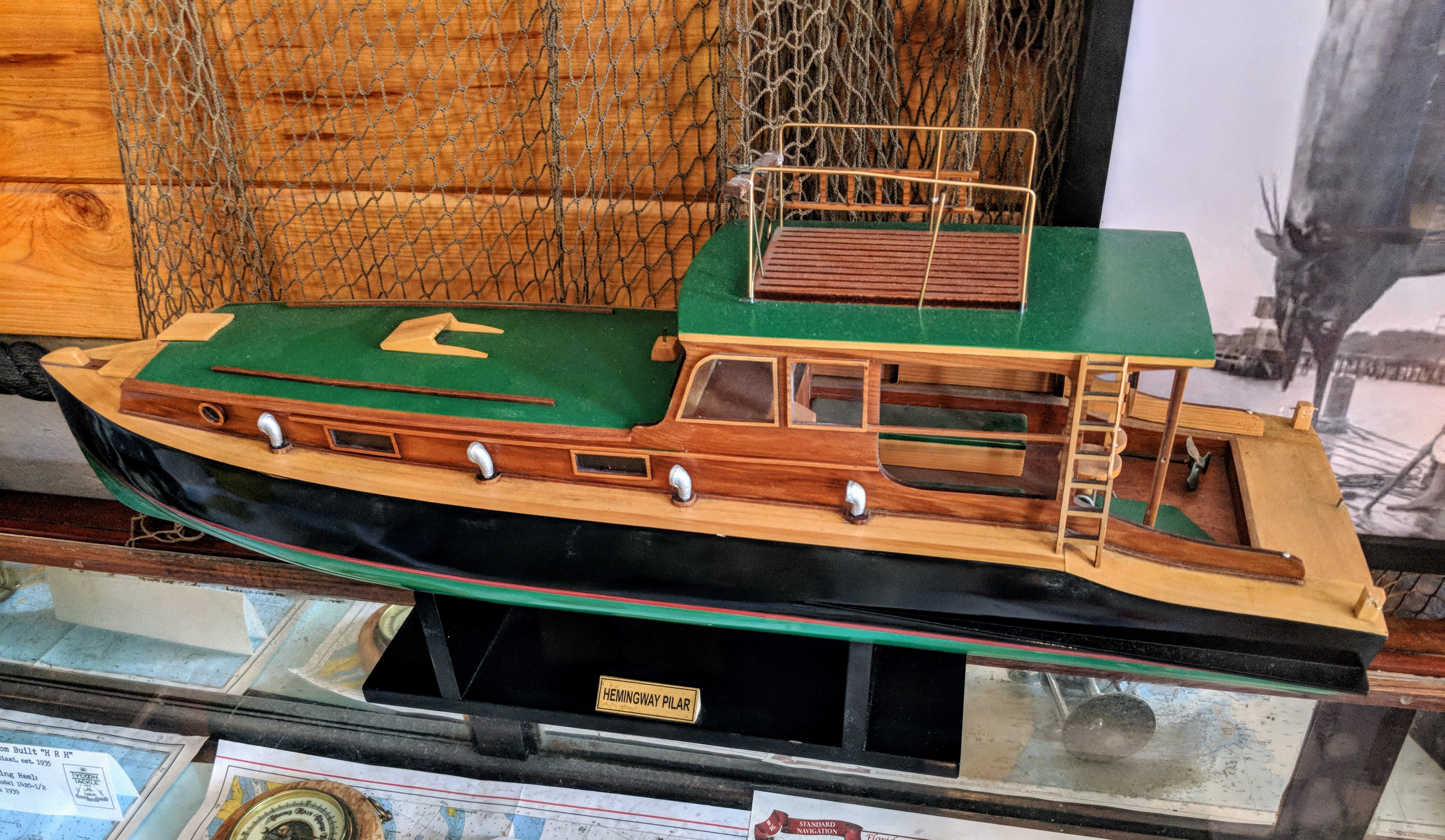
Modelo a escala del Pilar exhibido en la casa de Hemingway en Cayo Hueso.

Hemingway compró el yate Pilar el 18 de abril de 1934, luego de regresar de un safari en África. El yate es una versión modificada de la línea Wheeler Playmate. El precio final fue de 7.495 dólares estadounidenses, ya que incluyó la adición de una cámara estanca para mantener vivos los peces atrapados, una configuración de doble motor y, bajo el espejo de popa se agregó un cabrestante para facilitar el arrastre de grandes peces. Un puente elevado o flybridge fue añadido tiempo después, pero no fue realizado por Wheeler. Por otro lado, el casco fue pintado de negro, a diferencia del color blanco que venía de la construcción.
El Pilar fue construido en el astillero de Coney Island, que era propiedad de Wheeler y que en la actualidad se ubica en Chapel Hill, Carolina del Norte (el mismo que había construido el Granma, yate usado en la Revolución Cubana), y entregado a Hemingway en Miami, junto con un pequeño bote de madera auxiliar que fue incluido en el precio final. Con un amigo y un representante de Wheeler, Hemingway navegó con el barco bajo su gobierno, por primera vez, desde Miami hasta Cayo Hueso, siguiendo el Canal, que es una vía costera semiprotegida desde el Parque Nacional Biscayne hasta el mencionado Cayo Hueso, situada entre las islas Cayos y su barrera de arrecifes.

## Investigaciones científicas
Además de cazador, Hemingway fue un aficionado a la pesca y contribuía a la pesca deportiva. Había decidido ayudar en investigaciones relacionadas con la vida marítima del Atlántico. En su primera visita a Cuba con el Pilar, Hemingway hospedó a Charles Cadwalader, director de la Academia de Ciencias Naturales de Filadelfia, y también a Henry Fowler, jefe de ictiología de la institución. Ambos científicos habían viajado a Cuba con la intención  de determinar la taxonomía de las varias especies de marlín. El objetivo de la investigación era determinar si aquellos peces de distintos colores —blanco, azul, negro o a rayas— eran diferentes especies o simplemente eran variaciones de una sola. A partir de esta investigación, los peces fueron clasificados como variedades de marlín en el Atlántico Norte.

## Patrullaje de buques U-Boot
Durante la Segunda Guerra Mundial, Hemingway usó el yate para misiones de vigilancia de los submarinos alemanes U-Boot en las aguas del Caribe. Pilar fue equipado con equipos de comunicación incluyendo un sistema HF-DF, utilizado para localizar submarinos. Como armamento le fue añadida una ametralladora Thompson y granadas. Sin embargo, se ha señalado la imposibilidad de que el yate pudiese efectivamente atacar a un submarino alemán, pese a que Hemingway escribió sobre sus intenciones de hacerlo en caso de avistar alguno. Una difundida tesis señala que Hemimgway realizaba patrullajes simplemente para obtener vales de gasolina gratis y poder escapar de los controles policiales si le hallaban ebrio cuando gobernaba el yate. Sus experiencias en busca de los U-Boots fueron la inspiración para el capítulo tercero At Sea de la novela Islas a la deriva.

## Viajes a Bimini

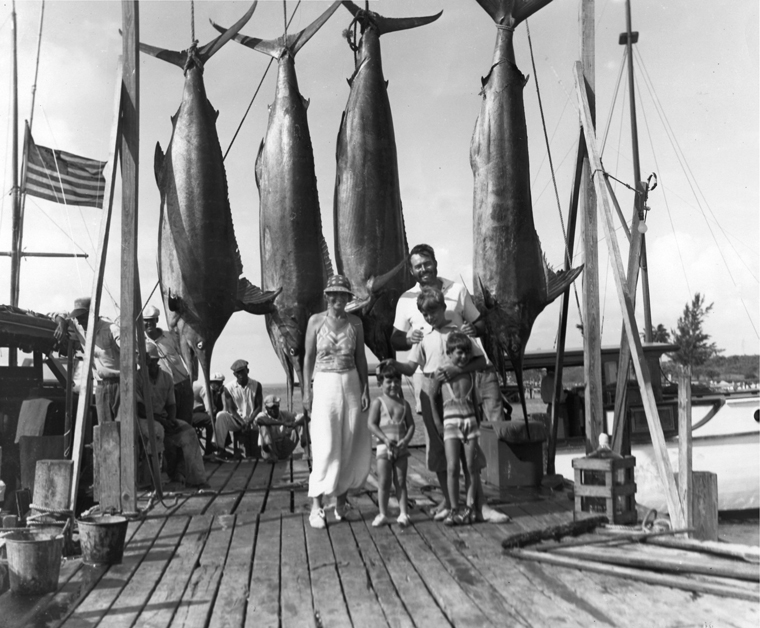
Ernest Hemingway con su esposa e hijos e Bimini, en 1935.

Hemingway pasó tres veranos en Bimini, siendo su primer viaje en abril de 1935. En el primer viaje, se disparó accidentalmente en una pierna mientras intentaba transportar a un tiburón que capturó. El viaje subsiguiente lo completó con Bror von Blixen-Finecke, con quien había compartido un safari y fue el esposo de Karen Blixen, autora de Out of Africa. 
Los viajes a Bimini le fueron útiles a  Hemingway para mejorar sus técnicas de pesca de atún. Fue la primera persona que se tenga registro en capturar un atún sin los mordiscos conocidos en inglés como «apple-coring» (del inglés: mordida de manzana), cuando los tiburones muerden al atún que está agotado y a punto de ser capturado. Su técnica consistía en mantener una tracción constante sobre el atún. 

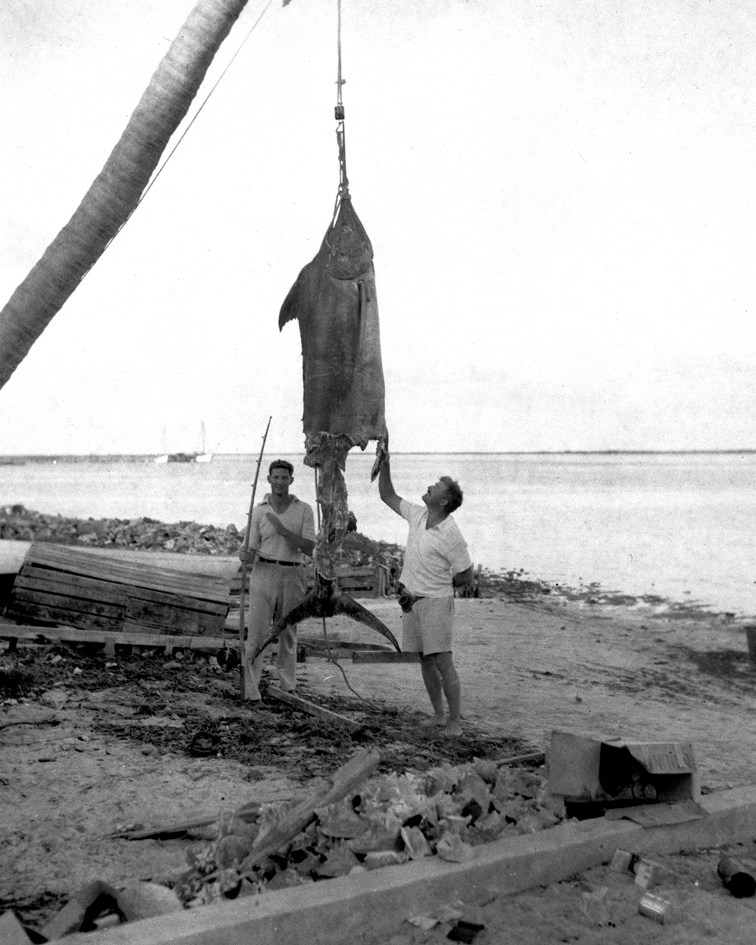
Hemingway y Strater con el marlín de 500 libras.

La foto conocida como "Hemingway y Strater con los restos de un marlín de 500 libras" muestran a Hemingway y Henry "Mike" Strater con un marlín medio comido. El pez, de más de 500 libras, tenía mordeduras de tiburón, y se calculó que hubiese pesado cerca de 1,000 libras si hubiese estado intacto. Cuando se disponía a pescar el pez, Hemingway utilizó la ametralladora Thompson para intentar alejar a los tiburones. Contrariamente a lo previsto, la sangre de los tiburones atraía a más tiburones, que dañaban aún más el marlín. El estado del pez recuerda al del pescado en el final de El viejo y el mar. Este hecho molestó a Strater, quien creía que el haber disparado esos tiros hizo que él perdiera la pesca del día.
En Bimini, Hemingway escribió artículos para la revista Esquire, además de trabajar en su novela, To Have And Have Not. Su reputación como pescador deportivo creció en esos años cuando pescó el atún intacto y el marlín gigante.
En ese lugar solía practicar boxeo y desafiaba a los locales a aguantar varios asaltos con él, ofreciéndoles 100 dólares (algunas fuentes sostienen que llegaba a ofrecer 250 dólares), sin un ring de por medio. Durante una pelea en el muelle, golpeó y noqueó a Joe Knapp, un reconocido y adinerado editor de revistas. Hemingway al principio dormía en el Pilar. Luego se mudó a una casa en Brown's Dock y posteriormente consiguió la habitación número uno del Compleat Angler Hotel.

## Pesca
Hemingway buscó batir diversos récords con el Pilar. En 1935, ganó diversos torneos de pesca en el triángulo Cayo Hueso-La Habana-Bimini, derrotando incluso a pescadores reconocidos como Michael Lerner y S. Kip Farrington. En 1938 estableció una marca mundial al pescar siete marlines en un solo día. Fue la primera persona en pescar un atún gigante sin mutilarlo. La hazaña fue lograda subiendo el pez a bordo antes de que se cansara, evitando así que el atún fuese devorado por los tiburones antes de atraparlo. Hemingway llevaba meticulosos registros de sus pescas, donde se incluía invitados, tiempo, condiciones diarias, peces atrapados, entre otras cosas. En el primer verano, Arnold Samuelson, un aspirante a escritor, trabajó como marinero en el yate y se encargaba de mecanografiar lo que le dictaba Hemimgway. Los escritos se encuentran en los archivos de la Biblioteca y Museo Presidencial de John F. Kennedy. Samuelson posteriormente escribió un libro acerca de sus experiencias como marinero, que fue publicado póstumamente por su hija.
Nombrado en su honor, el Torneo de Pesca Hemingway se celebra cada año en Cuba desde 1950. El torneo consiste en una competición de cuatro días de pesca de marlín, atún, guaju y otros utilizando un hilo de pescar de 50 libras. Hemingway ganó el torneo en los primeros tres años que se llevó a cabo.

## Visitantes notables

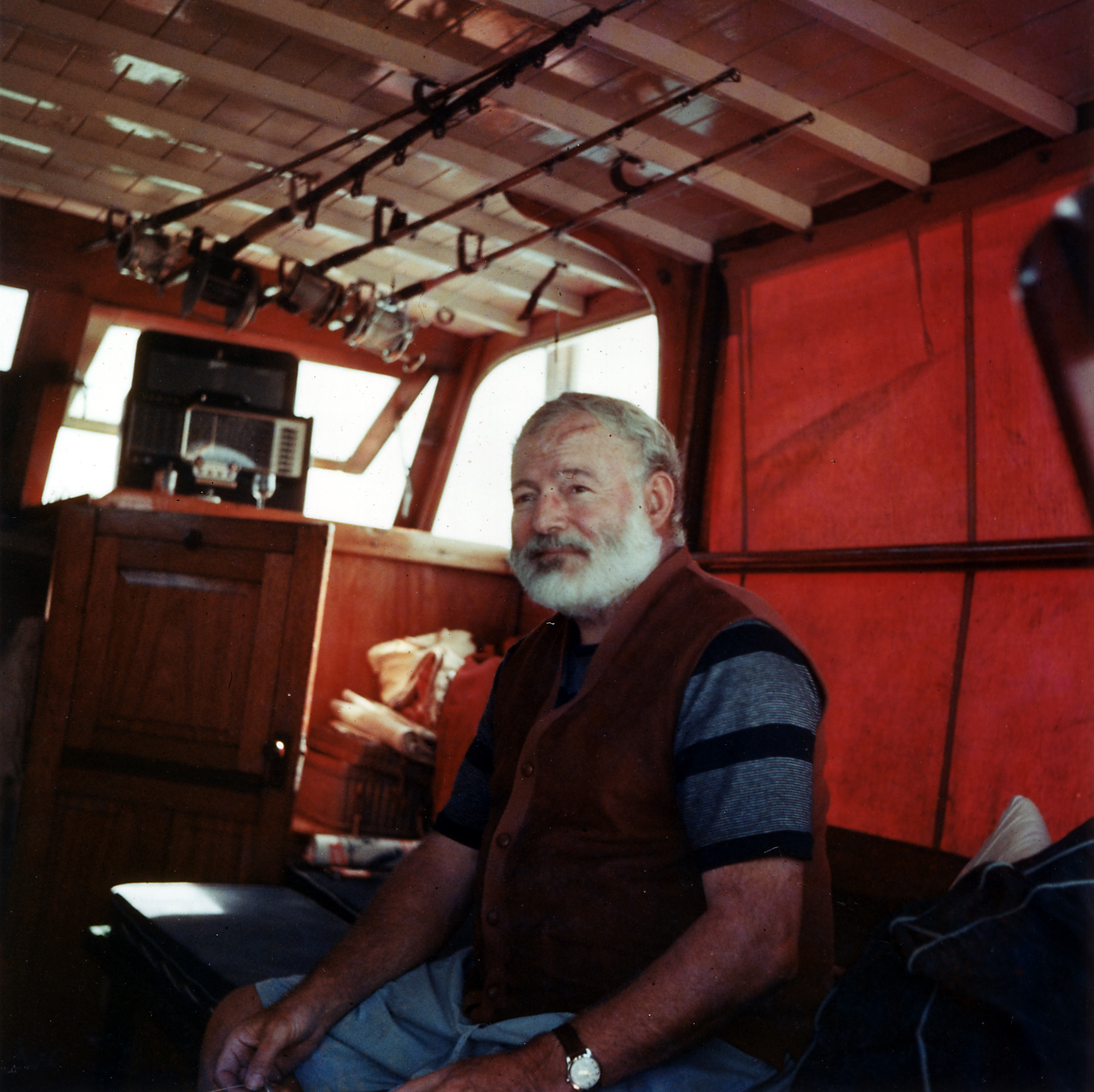
Ernest Hemingway a bordo del Pilar.

- Archibald MacLeish
- Ava Gardner
- Bror von Blixen-Finecke
- Fidel Castro[19]
- John Dos Passos
- Martha Gellhorn
- Maxwell Perkins[20]
- Sara Murphy
- Sidney Franklin

## Actualidad

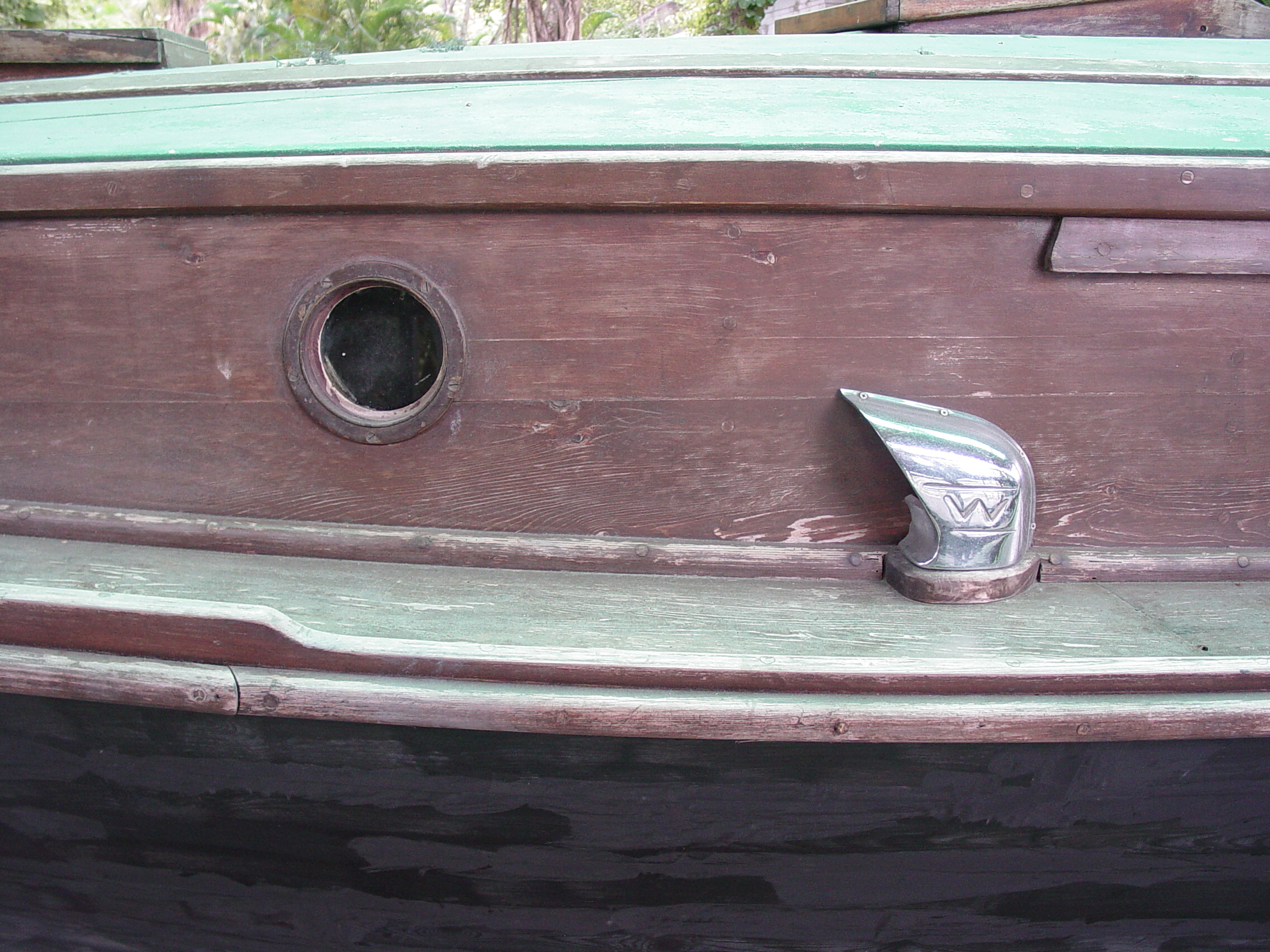
Detalle del yate exhibido en Cuba en 2006; posteriormente fue restaurado.

El yate se encuentra en Cuba en la Finca La Vigía, La Habana. Hemingway legó el yate al capitán Gregorio Fuentes. Fuentes, uno de los miembros de la tripulación, se presume que fue la base del personaje de Santiago en El viejo y el mar y de Eddy en Islands in the Stream. En la actualidad, el yate es propiedad del Estado cubano tras haber sido donado al mismo por Fuentes. El gemelo del Pilar se encuentra en la tienda Bass Pro Shops en Islamorada, Florida. Hemingway al principio utilizó el gemelo para pescar, lo que le llevó a querer adquirir el Pilar.